# COGY
COGY（コギー）は、東北大学医学部の半田康延教授らによって開発され、株式会社TESS（代表取締役：鈴木堅之）により2009年から販売された足漕ぎ式の車椅子である。商品名は当初、開発者の半田教授（Prof.handa）の名前からProfhand（プロファンド）と名付けられたが、2016年からCOGYとなった。
片麻痺などにより歩行が困難な人でも、足を少しでも動かせるのであれば「歩行反射」運動によりペダルを漕げる可能性があり、利用者の自力移動の促進や、身体機能の維持、リハビリ効果などが期待されている。

## 概要
ニューロモジュレーションの原理を応用しているとされる。すなわち、通常、人が歩行するときは、脳からの信号が脊髄を介し足を動かす。しかし、足が不自由な患者は脳からの指令がうまく伝わらない。 COGYに載った患者の足が動くのは、脳からの指令ではなく、右足を動かしたあとは左足という反射的な指令が、脊髄の「原始的歩行中枢神経系」から出ていると考えられる。
その応用範囲は広く、廃用症候群に陥って長く足を動かしていなかった車椅子の患者が、僅かな力で足を漕ぐことで、自力による移動手段、効力感を確保できるという大きな利点がある。近年では室内利用は勿論、屋外（マラソン・通勤通学・トレーニング）で活用するユーザーも増えている。今後屋外での利用を想定した様々なアシスト方式の開発、改良が模索されている。
希少難病ネットつながるによる難病患者団体や、病院、福祉施設への普及活動も行われている。
2010年に第2回「みやぎ優れMONO」の認定を受ける。
2022年8月25日にはテレビ東京の番組、日経スペシャル カンブリア宮殿で取り上げられた。

## 海外での認定
COGYはアメリカではFDA（アメリカ食品医薬品局）の医療機器認証を取得済み。

## 株式会社TESS
株式会社TESSは2008年11月に鈴木堅之によって設立された会社。所在地は宮城県仙台市宮城野区。足こぎ車いすの製品化を目指すために東北大学が立ち上げたベンチャー企業に入社した鈴木堅之が、大学ベンチャーの廃業後に知財を受け継いで創業した会社で、COGYを始めとした介護・医療用器具や運搬具などの開発、製造および販売などを行う。

## 受賞歴
- 2011年 - 第17回「東北ニュービジネス大賞」東北アントレプレナー大賞[13]
- 2012年 - 「日本クリエイション大賞2012」日本クリエイション賞[14]
- 2014年 - 「JAPAN Venture Awards2014」経済産業大臣賞[15]
- 2016年 - 2016年度 グッドデザイン賞金賞[16]
- 2016年 - 2016年度 ベストチーム・オブ・ザ・イヤー[17]
- 2016年 - The 10 most beautiful bicycles of 2016（イギリスBBC）[18]
- 2017年 - カンヌライオンズ 国際クリエイティビティ・フェスティバル プロダクトデザイン部門銅賞[19]
- 2017年 - ACC TOKYO CREATIVITY AWARDS クリエイティブイノベーション部門グランプリ[20]
- 2019年 - 第11回「日本マーケティング大賞」奨励賞[21]

## テレビ番組
- 日経スペシャル カンブリア宮殿「乗る人と家族を笑顔に変える！諦めない男が仕掛ける魔法の車いす」（2022年8月25日、テレビ東京）- TESS 社長 鈴木堅之出演[22][23]。

## 書籍

### 関連書籍
- 『風きって進め 魔法の足こぎ車いす』（著者:鈴木堅之）（2015年2月1日、日本評論社）ISBN 9784535586796